# Alhaji Grunshi
Alhaji Grunshi, DCM, MM, est un militaire ghanéen qui a servi dans l'armée impériale Britannique, le Gold Coast RegimentGhana Regiment (en). Il est le premier soldat britannique à tirer un coup de feu pendant la Première Guerre mondiale,.

## Contexte historique

### Première Guerre mondiale
Au début de la Première Guerre mondiale, la colonie allemande d'Afrique de l'Ouest, le Togoland, est isolée du reste de l'Empire allemand. Le Togoland est bordé à l'ouest par la Gold Coast britannique, à l'est par le Dahomey français et au nord par l'Afrique occidentale française. À la suite de la déclaration de guerre de l'Empire britannique le 4 août 1914, la colonie est complètement coupée de tout renfort. En l'absence de présence militaire allemande au Togoland en 1914, la colonie est sans défense, à l'exception d'une force de police de 660 policiers togolais sous le commandement de 10 sergents allemands.

### Radio Kamina à Atakpamé

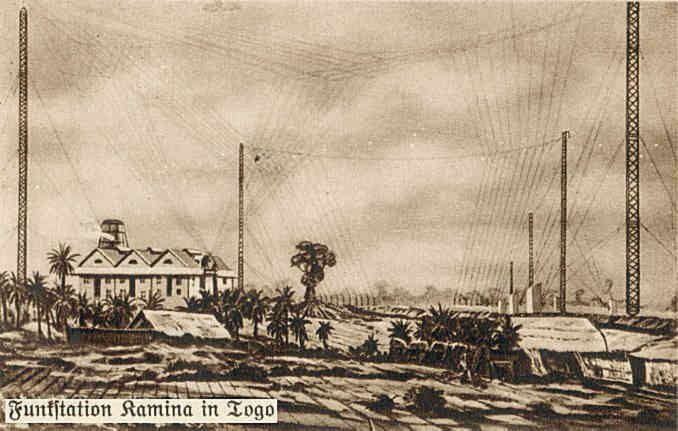
Les émetteurs radio Kamina avant le déclenchement de la guerre

En effet, les puissants émetteurs radio de Kamina, situés près d'Atakpamé, constituaient la seule liaison radio entre l'Allemagne et ses colonies d'Afrique du Sud-Ouest et d'Afrique de l'Est, ainsi que le seul moyen de communication radio entre l'Allemagne et les navires naviguant dans l'Atlantique Sud.

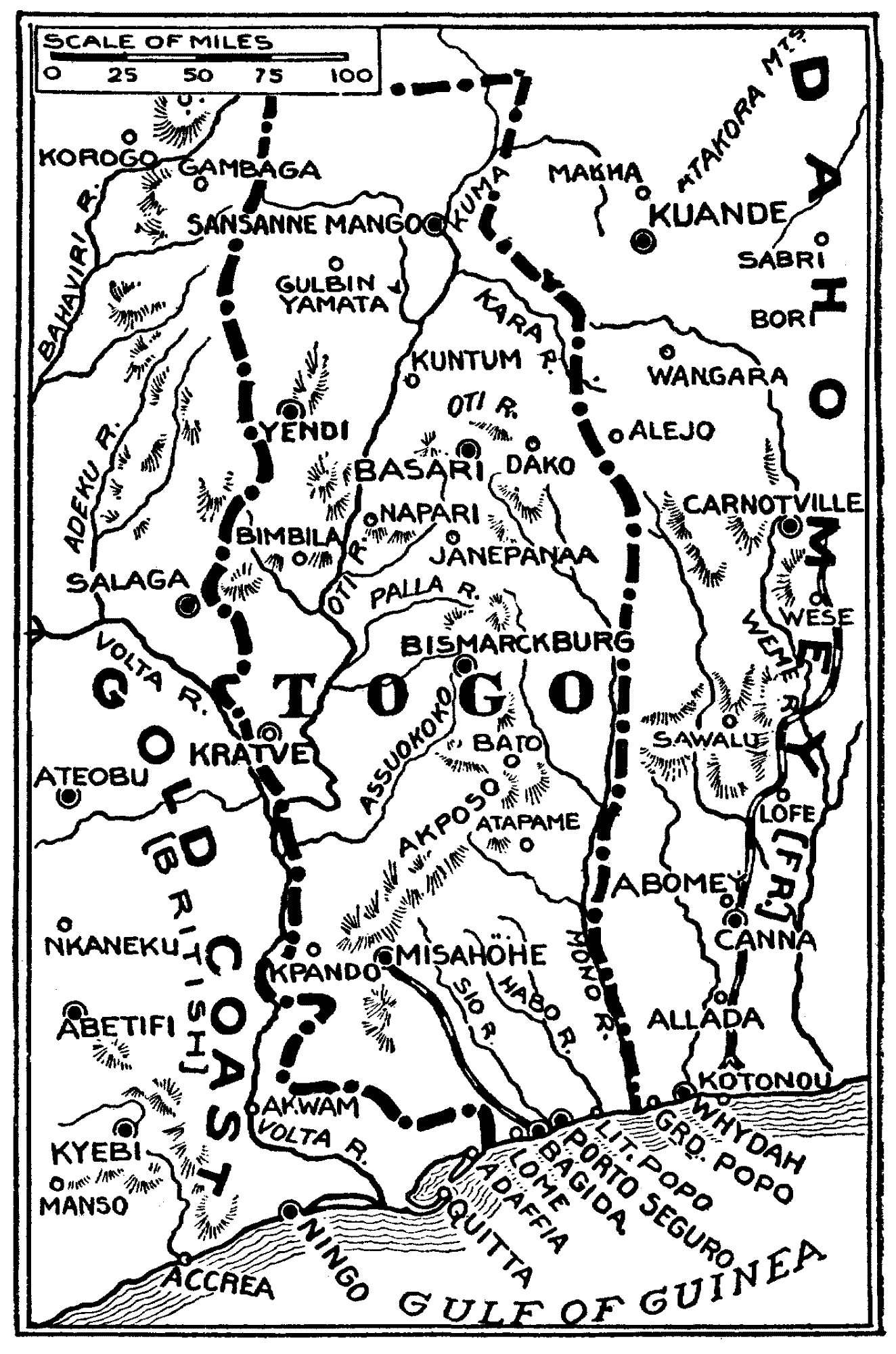
Le Togo en 1914

### Le premier coup de feu de la première guerre mondiale
Après la déclaration de guerre, les troupes de la Gold Coast Regiment entrent au Togo par la Gold Coast britannique (actuel Ghana) et avancent sur la capitale, Lomé. 
Le 7 août 1914, une patrouille avancée du Gold Coast Regiment rencontra la police allemande dans une usine à Notsé, près de Lomé, et la police ouvrit le feu sur la patrouille. Alhaji Grunshi riposte, devenant ainsi le premier soldat britannique à tirer un coup de feu pendant la guerre,. Le 8 août 1914, le commandant de la police, Hauptmann Pfaeler, est abattu après avoir grimpé à un arbre pour mieux voir le Gold Coast Regiment, et la résistance s'effondre. Les techniciens allemands détruisent les émetteurs de Kamina le 24 août, et le Togoland se rend aux Britanniques et aux Français le 26 août 1914.
Grunshi a survécu à la guerre, ayant participé à trois campagnes africaines. En tant que caporal suppléant, il est mentionné dans les dépêches du 5 mars 1918. Le 13 mars 1919, devenu sergent, il reçoit la Médaille militaire pour sa participation à la campagne d'Afrique de l'Est.